# Nébuleuse de l'Aigle
La nébuleuse de l'Aigle (IC 4703) est une nébuleuse en émission et une région de formation d'étoiles qui renferme l'amas ouvert M16 ainsi que les célèbres Piliers de la création. La nébuleuse de l'Aigle a été découverte en 1764 par l'astronome français Charles Messier.

## Distance
Selon de récentes mesures réalisées en 2021 par le satellite Gaia de la distance de M16 qui se trouve dans la nébuleuse, l'amas est à 1 582 ± 134 pc (∼5 160 al) du système solaire,. La base de données Simbad indiquent six autres valeurs de la distance de publications parues entre 2005 et 2020. La moyenne de ces valeurs est de 1 699 ± 70 pc (∼5 540 al).

## Histoire
L'amas ouvert a été découvert par Jean-Philippe de Cheseaux en 1745 . Charles Messier a refait cette découverte le 3 juin 1764 en mentionnant un amas d'étoiles « mêlée d'une faible lumière »,, suggérant ainsi la présence d'une nébuleuse autour de l'amas. On attribue donc la découverte de la nébuleuse de l'Aigle à Charles Messier qui l'a inscrit dans son catalogue sous la désignation M16, d'où la confusion entre l'amas lui-même et la nébuleuse de l'Aigle.
William et Caroline Herschel ont observé l'amas en 1783, mais ils n'ont pas noté la présence de la nébuleuse. En conséquence, l'entrée NGC 6111 du catalogue de John Dreyer basée sur les écrits d'Herschel est celle de l'amas ouvert. La nébuleuse a été observée à nouveau en 1876 par l'astronome amateur français Étienne Léopold Trouvelot puis en 1894 par l'astronome britannique Isaac Roberts, mais ce n'est qu'en 1908 que la nébuleuse de l'Aigle a été inscrite à l'Index Catalogue sous la désignation IC 4703.
La première photographie de la nébuleuse a probablement été prise par E. E. Barnard en 1895. Plus récemment, les images acquises par le télescope spatial Hubble en 1995 montrent que la nébuleuse de l'Aigle est une pouponnière d'étoiles, en termes plus scientifiques une région HII. Ces images spectaculaires resteront parmi les plus médiatisées du télescope spatial et auront marqué le début d'une grande série. En 2022, le télescope spatial James Webb a photographié une nouvelle fois la nébuleuse, révélant de nouveaux détails, avec une image toujours plus précise, et une nouvelle façade de M16, capturée en infrarouge. On peut voir ces images sur la page Piliers de la création.

## Composantes
Les régions HII sont par définition toujours entourées d'amas et d'associations de jeunes étoiles : en effet, comme la formation des étoiles se produit en leur sein, les étoiles les plus jeunes, avant de se disperser, apparaissent groupées autour de la zone où elles se sont formées.

### M16
M16 est un amas situé au centre de la nébuleuse et formé de composantes stellaires particulièrement brillantes : il contient en effet plusieurs dizaines d'étoiles extrêmement chaudes de la séquence principale de classe spectrale O et B (supergéantes bleues), avec un âge estimé à seulement 1,8 million d'années, plus un nombre considérable d'étoiles de masse inférieure, environ 380 membres jusqu'à une masse de 2 M☉. La principale source de rayonnement ionisant dans les gaz de la nébuleuse, ainsi que l'étoile la plus massive de l'amas, est HD 168076, une supergéante de classe O3-O5V avec une masse de 75-80 M☉,. Les autres étoiles ont une masse beaucoup plus faible, bien qu'elles soient toujours des étoiles géantes, et leur rayonnement total est égal à celui produit par l'étoile unique HD 168076. Beaucoup de ces étoiles massives sont des étoiles doubles et la vitesse radiale de l’amas auquel elles appartiennent est en phase avec celle du gaz ionisé de la nébuleuse. Les propriétés des étoiles doubles observées semblent être en accord avec le modèle du mécanisme de formation par accrétion, plutôt qu'avec celui de la fusion.

### Piliers de la création

Les Piliers de la création, au centre de la nébuleuse.

Les Piliers sont trois structures très denses de gaz et de poussière situées sur le bord sud-est de la nébuleuse. Elles ont été créées par l'action du vent stellaire des étoiles géantes de l'amas ouvert central. Les structures individuelles sont numérotées en chiffres romains en procédant du nord-est au sud-ouest. La morphologie et la structure ionisée sont bien connues grâce à l'avènement des télescopes spatiaux : le rayonnement ionisant provenant des étoiles de l'amas comprime les gaz des nuages moléculaires provoquant une augmentation de la pression à la surface, tandis qu'un flux photo-évaporatif de matière ionisée est généré du côté opposé à la source du vent stellaire. Ce phénomène est ainsi responsable de la structure en « pilier » des nuages. La matière de plus faible densité est la première à être balayée, tandis que le noyau plus dense, encore comprimé par le front de l'onde de choc, survit, résistant à la force. Cependant, les images proches de l'infrarouge montrent que les deux premières colonnes ont une structure relativement clairsemée, concentrée par des noyaux beaucoup plus denses qui les protègent de l'action perturbatrice du vent. Au sud-est des piliers se trouve une autre structure moléculaire nébuleuse, cataloguée comme le pilier IV, située près d'un objet Herbig-Haro connu, HH 216.

### Phénomènes de formations d'étoiles
L’un des signes les plus clairs de formation d’étoiles dans les nébuleuses est la présence d’objets Herbig-Haro, qui sont de petits nuages brillants en forme de jet alimentés par une étoile nouveau-née en leur sein. Le plus remarquable de ces objets découverts dans la nébuleuse de l'Aigle est HH 216. Il est situé près du pilier IV et a été initialement catalogué comme M16-HH1. En 2004, grâce à l'étude des raies d'émission optique, du CO et de la dynamique des gaz, un arc de choc opposé à l'objet précédent a été découvert, qui présente un décalage vers le bleu de −150 km/s, exactement à l'opposé de HH 216, qui présente au contraire un décalage vers le rouge de la même valeur. Entre les deux objets se trouve un amas de petits nuages visibles en lumière optique et dans l'infrarouge, ainsi qu'un nuage visible dans le proche infrarouge positionné exactement à mi-chemin entre les deux objets et un maser à eau. Une faible émission de rayons X a également été identifiée dans la région centrale, probablement causée par le chauffage de la matière entre le jet visible et le milieu circumstellaire.
Les parties terminales des piliers I et II contiennent en leur sein de jeunes objets stellaires, identifiés pour la première fois grâce à la cartographie infrarouge. Parmi les objets les plus brillants se trouve YSO M16 ES−1, une source très rouge et plutôt brillante située dans le pilier I. Selon certaines études, il pourrait y avoir à l'intérieur une étoile de la pré-séquence principale ou un petit groupe d'entre elles, ou même une seule protoétoile au stade le plus précoce de son évolution. Depuis les bords nord et sud du nuage, une forte émission polarisée rayonne, provenant des éjections de jets de l'objet central, tandis qu'entre les deux lobes d'où émergent les émissions, l'intensité de polarisation est très faible, signe que l'objet central pourrait être entouré d'une structure en forme de disque.

### Étoiles de faible masse émettant dans l'Hα
Les recherches de composants stellaires dans les régions HII se concentrent également sur l'identification des étoiles par leurs émissions Hα, telles que les étoiles T Tauri et les étoiles Ae/Be de Herbig. Selon les scientifiques, ce type d'étoile possède de fortes émissions qui sont générées par l'interaction des étoiles elles-mêmes avec leur disque circumstellaire, tandis que les faibles émissions H sont le résultat de l'activité chromosphérique des jeunes étoiles qui ne sont plus entourées par le disque.
Dans les régions H II particulièrement brillantes telles que la nébuleuse de l'Aigle ou la nébuleuse de la Carène, la détection des émissions de ce type d'étoile peut être difficile, en raison du fort rayonnement dans la bande d'hydrogène provenant des gaz de la nébuleuse elle-même : pour cette raison, seul un petit nombre d'étoiles Ae/Be de Herbig ont été détectées dans la région de l'amas, seulement six, dont quatre ont été confirmées,. En étendant le champ de recherche à d'autres régions de la nébuleuse, y compris aux Piliers de la création, le nombre de sources s'élève à 82, principalement des étoiles candidates Ae/Be Herbig, réparties dans toute la région observée sans aucune trace de concentration.
Grâce au télescope spatial Hubble, il a été possible de localiser des étoiles de faible masse, telles que des naines brunes, dans la nébuleuse, jusqu'à une masse de 0,2 M☉, ainsi qu'un nombre significatif d'étoiles de pré-séquence principale de masse légèrement supérieure, jusqu'à identifier plusieurs centaines de membres candidats. Selon ces études, la fonction de masse initiale dans les régions centrales de l'amas M16 semble s'aplatir entre 0,3 et 1 M☉, avec un pic entre 0,4 et 0,5 M☉. Enfin, la fonction tombe dans le domaine des naines brunes.